# Erich Pietzonka

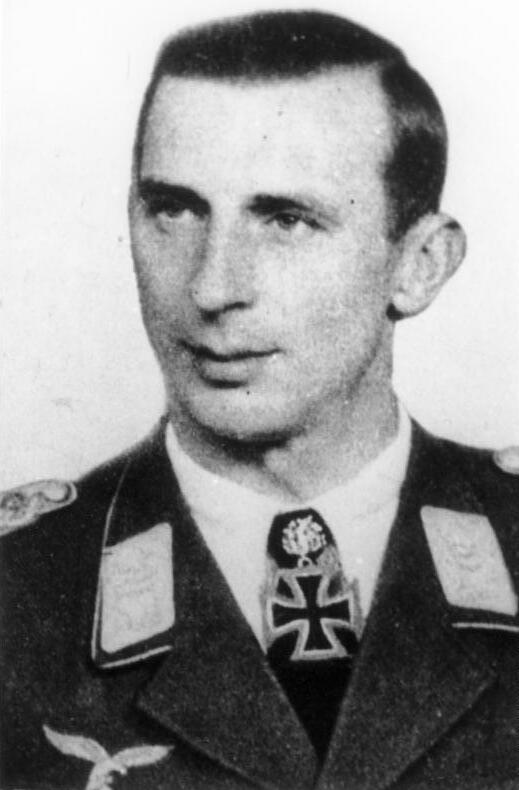
Erich Pietzonka als Oberst mit Ritterkreuz des Eisernen Kreuzes mit Eichenlaub, 1944.

Erich Pietzonka (* 4. Oktober 1906 in Plümkenau; † 18. Dezember 1989 in Bad Sassendorf) war ein deutscher Oberst der Luftwaffe der Wehrmacht.

## Leben
Erich Pietzonka trat am 1. November 1924 in die 14. Kompanie des 7. Infanterie-Regiments in Schweidnitz in die Reichswehr ein und war hier ab 1. August 1929 Verwaltungs-Unteroffizier. In dieser Position wechselte er am 1. November 1929 in das A-Bataillon des Regiments. Als Rekruten-Unteroffizier kam er am 1. September 1930 zur 15. Kompanie und blieb hier bis 1. Januar 1932, bevor er als Zugführer in die 2. Kompanie nach Oppeln wechselte und hier bis Ende September 1933 blieb. Ab 1. Oktober 1933 diente er als Oberfeldwebel an der Technischen Schule Jüterbog.
Vom 1. Januar 1935 bis 27. Januar 1935 besuchte er einen Offizierslehrgang an der Fliegerschule Hildesheim und dann vom 1. März 1935, ab 1. April 1935 als Oberleutnant mit RDA vom 1. September 1933, bis 18. April 1935 einen Waffenlehrgang an der Fliegerschule Braunschweig. Anschließend war er zur besonderen Verfügung gesetzt und stellvertretender Kompanieführer an der Technischen Schule Adlershof. Ab 12. Juni 1935 war er Flugschüler am Fliegerhorst Neuruppin, wurde am 1. April 1936 Hauptmann und ab 1. März 1937 an der Flugschule Tutow. Vom 15. April 1937 bis 15. Februar 1938 war er Chef der Stabs-Kompanie der III. Gruppe des neu aufgestellten Kampfgeschwaders 355 in Giebelstadt. Anschließend war er bis 1. September 1938 kurz Chef der 1. Kompanie des Wachbataillons der Luftwaffe in Berlin. Anfang September 1938 übernahm er die 9. Kompanie des Fallschirmjäger-Regiment 1 der 7. Flieger-Division, dem ersten Fallschirmjägerverband der Wehrmacht. Vom 5. Mai 1939 bis 24. Juni 1939 war er im 10. Fallschirmschützen-Lehrgang an der Fallschirmschule Stendal. Ab 1. August 1939 war er mit der Führung des II. Bataillons des Fallschirmjäger-Regiment 2, ebenfalls bei der 7. Flieger-Division, beauftragt und wurde ab 15. Juli 1940 regulärer Bataillonskommandeur. Das Bataillon kämpfte ab September 1939 u. a. in Süd- und Ostpolen und ab Mai 1940 in Holland. Am 26. April 1941 verletzte er als Major (Beförderung am 26. März 1941) sich bei einem Sprung über dem Kanal von Korinth und kam zur Verfügung zum Oberbefehlshaber der Luftwaffe. Ab 15. Dezember 1941 war er wieder Kommandeur des II. Bataillons und wurde am 4. August 1942 mit dem Deutschen Kreuz in Gold ausgezeichnet. Vom 26. Juni 1943 bis 21. September 1943 und erneut vom 20. November 1943 bis 11. Dezember 1943 führte er das Fallschirmjäger-Regiment 2.
Ab 16. Dezember 1943 führte er das Fallschirmjäger-Regiment 7 der 2. Fallschirmjäger-Division. Am 1. März 1944 wurde er mit Wirkung vom 1. März 1944 und dem RDA vom 1. Mai 1944 Oberstleutnant. Am 18. August 1944, die Division hatte mit seinem Regiment am Anfang des Monats in den Raum Brest verlegt, wurde er mit Wirkung vom 29. Juni 1944 mit der Wahrnehmung der Geschäfte als Kommandeur des Fallschirmjäger-Regiments 7 beauftragt. Die deutschen Einheiten wurden Ende August 1944 bei der Schlacht um die Bretagne in die Festung Brest zurückgedrängt. Zum 1. September 1944 wurde er Kommandeur des Fallschirmjäger-Regiments 7. Am 5. September 1944 erhielt er für die Führung des Fallschirm-Jäger-Regiment 2 bei der Einnahme Roms und des Fallschirm-Jäger-Regiments 7 an der Ostfront das Ritterkreuz des Eisernen Kreuzes. Elf Tage später erhielt er als Oberst (Beförderung am 8. September 1944) auf Vorschlag des Festungskommandanten Brest, General der Fallschirmtruppe Hermann-Bernhard Ramcke, für den Kampfeinsatz in der Festung Brest das Eichenlaub zum Ritterkreuz des Eisernen Kreuzes. Als Erfolg wird ihm der Abschuss von 43 Panzern im Nahkampf, die Gefangennahme von 300 Soldaten und die Erbeutung von Waffen und Gerät zugeschrieben. Als Abschnittskommandeur Ost hatte er den Hauptangriff auf die Stadt zu tragen. Am 18. September 1944 war der westlich des Penfeld gelegene Stadtbereich von Brest vollständig durch die Amerikaner gesichert, währenddessen 2900 deutsche Soldaten gefangen genommen wurden.
Die restlichen deutschen Truppen im Osten von Brest unter Pietzonka ergaben sich ihren Belagerern im Laufe des Tages. Ramcke, der eigentliche Festungskommandant, hatte noch vor dem Fall der Stadt zur Crozon-Halbinsel übergesetzt.
Bis zur Kapitulation wurde das von Pietzonka geführte Regiment in der Festung aufgerieben und die Reste kamen in amerikanischer Kriegsgefangenschaft. Pietzonka wurde am 6. Mai 1946 aus dieser entlassen.